# Храм Аполлона Палатина
41°53′20″ пн. ш. 12°29′09″ сх. д. / 41.888861111111° пн. ш. 12.48575° сх. д.

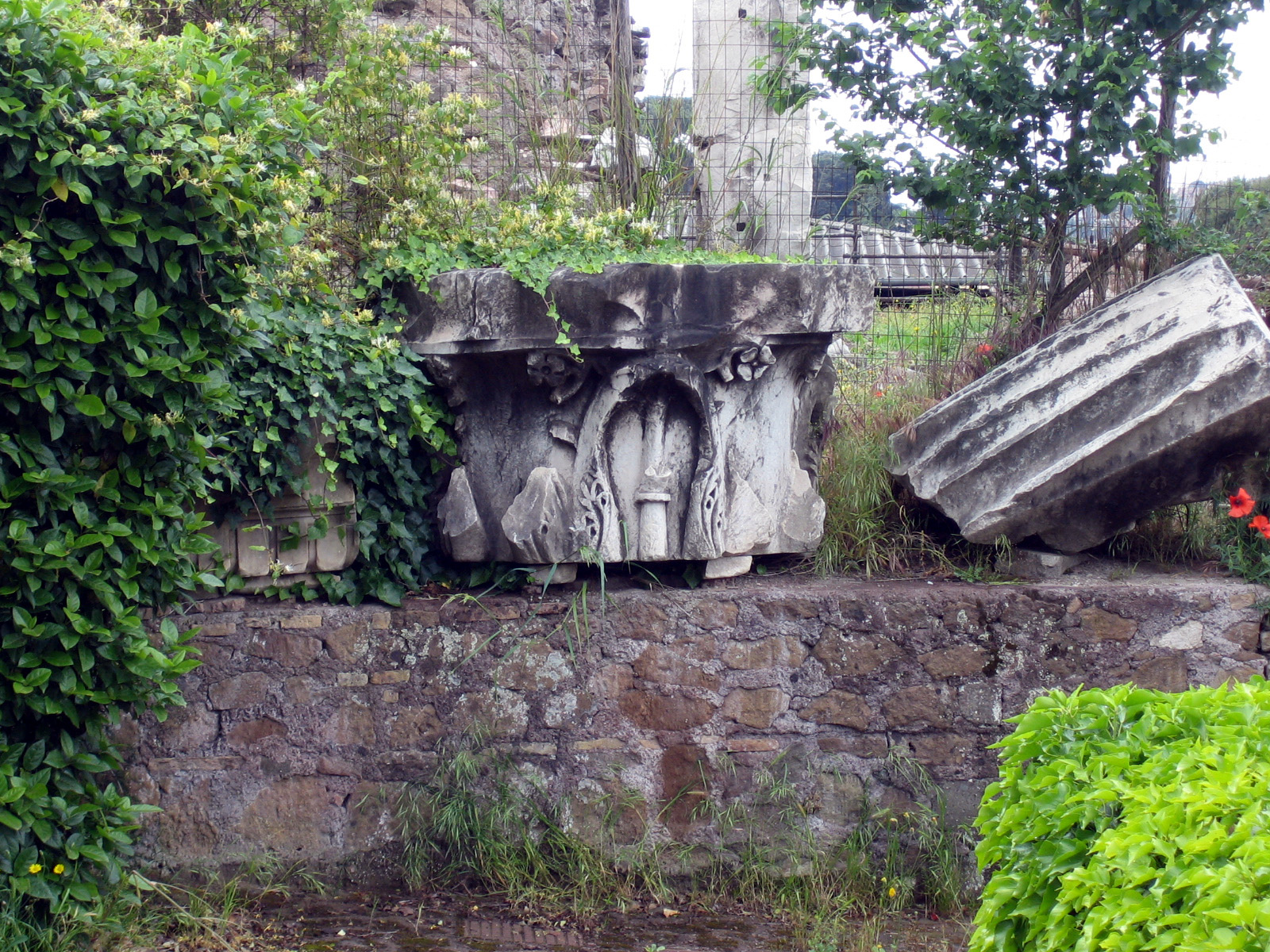
Залишки столиці храму Аполлона Палатина

Храм Аполлона Палатинського («Палатинський Аполлон») — храм на Палатинському пагорбі Стародавнього Риму, який  був присвячений Августом своєму богу-покровителю Аполлону. Це був тільки другий храм у Римі, заснований на честь бога, першим був храм Аполлона Созіана. Він був розташований біля  храму Кібели. До археологічних досліджень у 1956 році вважалося, що ці залишки належать до храму Юпітера Віктора.

## Історія
Октавіан поклявся в обмін на перемогу над Секстом Помпеєм у битві при Навлоху в 36 р. до н.е. і над Марком Антонієм і Клеопатрою в битві при Акціумі в 31 р. до н.е., і був побудований на місці, де блискавка вдарила всередину Власність Августа на Палатині. Освячений 9 жовтня 28 року до н.е. Ludi saeculares, відновлені Августом у 17 році до н.е., також значною мірою розроблений та фінансований ним, включав новий храм
Садиба Августа була прямо зв'язана з терасою святилища через фрески та коридори. Цей тісний зв'язок між святилищем і будинком принцепса, які домінували в цирку Максимуса, повторював трофей, що вже був присутній у королівських палацах династій еллінізму. 

## Опис

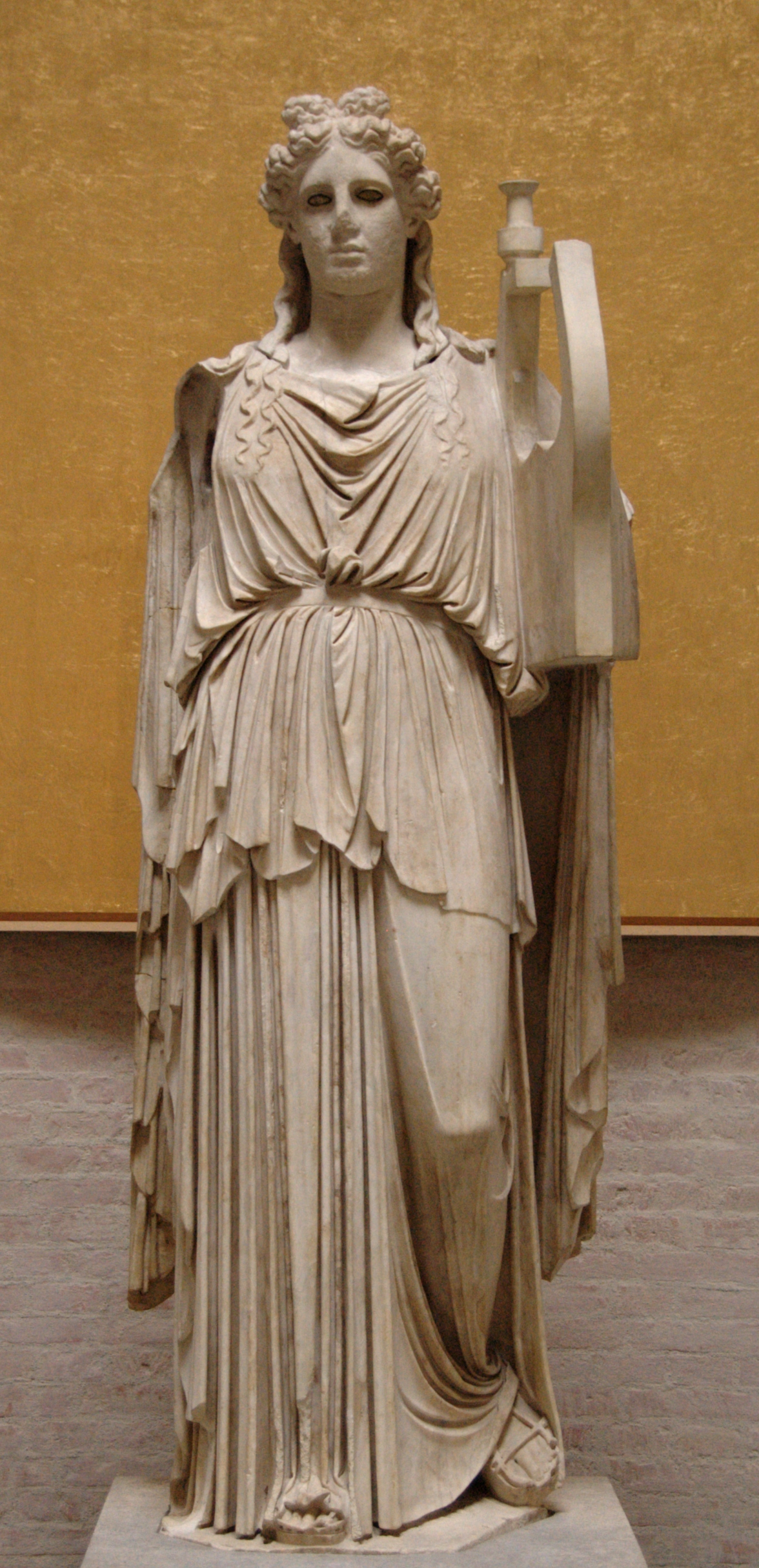
Так званий «Аполлон Барберіні», ймовірна копія культової статуї в храмі Аполлона Палатина в Римі, І–ІІ ст., Мюнхенська гліптотека (Інв. 211)

Залишки будівлі були розкопані в 1960-х роках Джанфіліппо Кареттоні на території, який різко опустився до цирку Максимуса. Ділянка храму (майданчик Аполлініс) була штучною терасою (70 х 30 м), що спиралася на чотиривимірних підструктурах опусу. Він містив вівтар, облицьований скульптурною групою «Стадо Мирона», розміщену разом на складній основі. У північній частині цієї тераси храм був піднятий на високий подіум, побудований з блоків Туфа та травертину в несучих частинах та інших місцях у цементі. Сам храм був у блоках з каррарського мармуру, з пронаосом. 
Сусідня  бібліотека, Бібліотека Аполлініса Пфальца (Bibliotheca Apollinis Palatini), згідно Forma Urbis Romae, була утворена з двох апсидальних залів, стіни яких прикрашені рядом колонок.

## Скульптури
Стародавні джерела стверджують, що у храмі були двері зі слонової кістки та велика кількість скульптур. Фронтон включав дві барельєфи полювання на галантів (Galatians), від Дельфі (Delphi), і VI століття до н. е., зі скульптурами Ніобідов Бупалуса і Афініса (Bupalus and Athenis.). На полицях біля основи статуї Аполлона були розташовані Книги Сибілліни, перенесені туди з храму Юпітера на Капітолії (пор. Светоній, див. 31.3 серпня).
Храм був оточений портиком (портиком Данідса) з колонами в жовтому мармуровому антико-джіллі, і чорними мармуровими статуями п'ятдесяти Данаїдів між колонами, скульптурою Данаоса з його мечем не розігрітим, і кінні статуї синів Єгипту. 

## Дивіться також
- Список давньоримських храмів